# 岩手中学校・高等学校
岩手中学校・高等学校（いわてちゅうがっこう・こうとうがっこう）は、岩手県盛岡市長田町に所在し、中高一貫教育を提供する私立男子中学校・高等学校。
通称は「岩中」（がんちゅう）、「岩高」（がんこう）。

## 沿革
- 1926年 - 創立者三田義正により盛岡市大沢川原に旧制岩手中学校開校。
- 1927年 - 県内初の体育の授業としてラグビーを実施。これをもって岩手県ラグビーの発祥の地となる。
- 1938年 - 盛岡市仁王字田甫に校舎移転。
- 1947年 - 学制改革により、新制岩手中学校へ移行。
- 1948年 - 学制改革により、新制岩手高等学校となる。
- 1976年 - 創立50周年記念式典を挙行。
- 1978年 - 新校舎施工。
- 1996年 - 創立70周年記念式典を挙行。
- 2006年 - 創立80周年記念式典を挙行。
- 2008年 - 併設型中高一貫校の認可を受ける。

## 部活動
岩手高校では石桜会と呼ばれる生徒会を中心に17の運動部と8の文化部が活動をしている。
特に、囲碁将棋部と山岳部は全国的に知られる強豪校である。

### 運動部
- アイスホッケー
- 剣道
- 野球
- サッカー
- 山岳
- 柔道
- 水泳
- ソフトテニス
- 卓球
- テニス
- バスケットボール
- ラグビー

### 文化部
- 囲碁将棋：将棋班は全国屈指の強豪。全国大会（1995年以降は全国高等学校総合文化祭に編入）に16度出場、団体戦で六連覇含む10回の優勝（編入以前含む）の他に入賞複数回の実績がある。平成22年に所属していた部員が全国高校将棋の竜王戦・新人戦・選手権の団体と個人の史上初の四冠獲得[1][2]。

平成23年の第14回学生将棋選手権（団体戦）では大学生に混じり中央大学、神戸大学、京都大学を各5-0と圧倒して決勝トーナメントに進みベスト4の結果を残す。
平成30年には第33回オール学生選手権で大学生に混じり高校勢最高の4位に食い込んだ。また、全国高等学校総合文化祭団体戦で2年連続準優勝したほか、高校竜王、初の新進棋士奨励会（通称・奨励会）員が誕生している。
囲碁班も8度出場、1度の優勝の実績がある。平成25年には盛岡市民栄誉賞を受賞している。フジテレビの番組ザ・ノンフィクションにおいて『偏差値じゃない 奇跡の高校将棋部』として2013年に放送され第50回ギャラクシー賞選奨受賞を受賞している。
- 映画
- 国際交流
- 自然科学
- 写真
- 書道
- 美術工芸
- 吹奏楽

## 著名な出身者
- 佐々木光司（岩手町長）
- 高橋克彦（小説家）
- 村上昭夫（詩人）
- KYO-SUKE（プロマジシャン・俳優）
- 円子宏（プロ野球選手）
- 小武方信一（プロ野球選手）
- 前田剛秀（レーシングドライバー）
- 西川潤（プロレスラー）
- 大将（お笑い芸人）[5] - 元スーパーニュウニュウ、ベルナルドのメンバー。
- 村民代表南川（お笑い芸人）[5]

## 交通
- 東日本旅客鉄道(JR東日本)東北新幹線・東北本線・IGRいわて銀河鉄道：盛岡駅より徒歩15分。
- 岩手県交通｢308｣、岩手県北バス｢A53」
  - 以上の路線で、「岩手高校前」下車。徒歩1分[6]。
    - ただし、「岩手高校前」を通る路線バスは岩手県北バスのみ、盛岡駅を経由しない[7]。